# Danmark Fjord
Danmark Fjord är en fjord på Grönland (Kungariket Danmark). Den ligger i Grönlands nationalpark i den norra delen av Grönland, 2 000 km nordost om huvudstaden Nuuk.